# Kathleen Kennedy Townsend

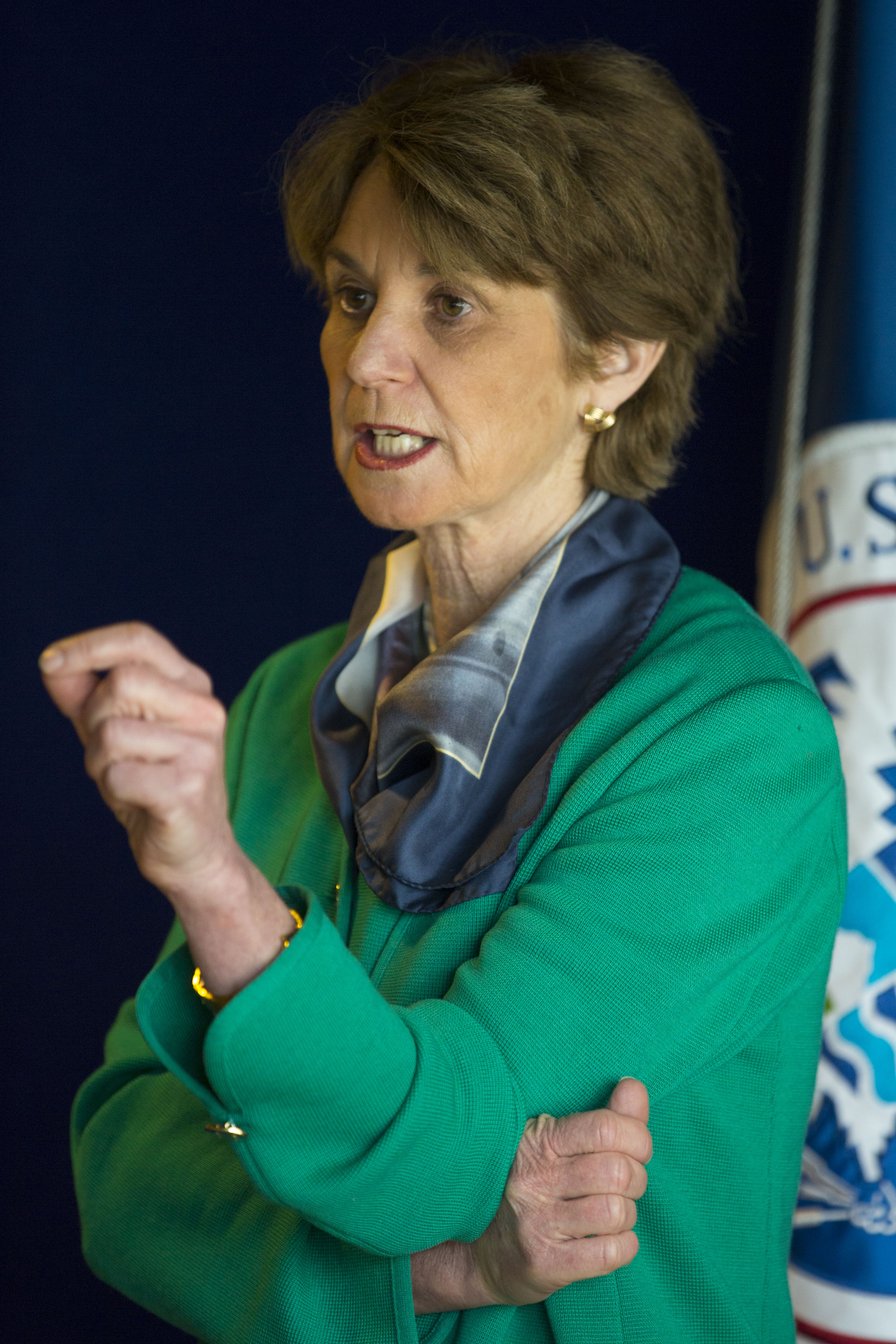
Kathleen Kennedy Townsend (2014)

Kathleen Kennedy Townsend (* 4. Juli 1951 in Greenwich, Connecticut) ist eine US-amerikanische Politikerin (Demokratische Partei).

## Leben
Kathleen Kennedy Townsend ist das älteste der elf Kinder des 1968 bei einem Attentat getöteten US-Senators Robert F. Kennedy und dessen Ehefrau Ethel. Ihre eigene politische Laufbahn begann 1986 mit der Kandidatur für das US-Repräsentantenhaus im zweiten Kongresswahlbezirk des Bundesstaates Maryland, doch sie unterlag der Republikanerin Helen Delich Bentley. In der Folge hatte sie mehrere Ämter in der Staatsregierung inne, unter anderem war sie stellvertretender Attorney General von Maryland. Nachdem sie 1992 Mitglied des Electoral College war, das Bill Clinton zum neuen US-Präsidenten wählte, arbeitete sie danach selbst in dessen Regierung als Deputy Assistant Attorney General.
Sie war von 1995 bis 2003 an der Seite von Gouverneur Parris Glendening als Vizegouverneurin von Maryland tätig. Im Jahr 2002 bewarb sie sich selbst erfolglos um das Amt der Gouverneurin. Die Wahl gewann der Republikaner Robert L. Ehrlich. Er erzielte 51,6 Prozent der Stimmen, Townsend kam auf 47,7 Prozent. Damit gewannen die Republikaner erstmals nach 35 Jahren wieder eine Gouverneurswahl in Maryland.
Im Vorfeld der Präsidentschaftswahl 2008 unterstützte Kathleen Kennedy Townsend gemeinsam mit ihrem Bruder Robert die demokratische Kandidatin Hillary Clinton. Ihre Cousine Caroline und ihr Onkel Edward hatten sich für den später siegreichen Barack Obama ausgesprochen.
Kathleen Kennedy Townsend lebt zusammen mit ihrem Mann David, Professor am St. John’s College, in Annapolis. Die beiden hatten vier gemeinsame Töchter. Am 3. April 2020 kam ihre 40 Jahre alte Tochter Maeve Kennedy Townsend McKean und deren achtjähriger Sohn Gideon bei einem Kanu-Unfall auf dem South River im US-Bundesstaat Maryland ums Leben.